# Juan Carlos Pagotto
Juan Carlos Pagotto (8 de julio de 1952) es un abogado y político argentino. Es Senador de la Nación Argentina por La Rioja desde 2023, por el bloque La Libertad Avanza, y es presidente de la Comisión de Justicia y Asuntos Penales del Senado, y de la Comisión Bicameral Permanente de Trámite Legislativo del Congreso Nacional.

## Biografía
Nació en 1952 en La Provincia de Mendoza, se graduó de Procurador y Abogado en la Universidad Nacional de Córdoba (UNC) 

### Familia
Es hermano de Roberto Pagotto y Mario Emilio Pagotto, exjuez del Tribunal Electoral de La Rioja y exjuez del Tribunal Superior de Justicia de La Rioja, involucrado en el proyecto de Intervención Federal del Poder Judicial de La Rioja 2539/11 donde, el por entonces bloque de la UCR, pidió su remoción; atravesando además un proceso de juicio político en el año 2013. Su sobrino Emilio Pagotto, hijo de Mario Emilio Pagotto, es un abogado conocido por defender presuntos abusadores en casos de incesto paterno filia como el mediatizado caso conocido como Arcoiris.  Su primo, el exfuncionario Alfredo Chade, desde 2019 esta imputado en un dilatado proceso de abuso sexual en la infancia tras habersele encontrado casi mil archivos de material de explotación sexual infantil. 

### Trayectoria profesional
Durante su ejercicio como abogado participó de muchos casos de trascendencia en La Provincia de La Rioja entre los que se destacan el Caso Estrella, donde formó parte de la defensa del ex comisario Domingo Vera, condenado a prisión perpetua por los asesinatos de los sacerdotes Carlos de Dios Murias y Rogelio Gabriel Longuevilley en la mega causa Menéndez donde ofició de defensor del exjuez federal de La Rioja Roberto Catalán y de Roberto Ganemenen Juicios por delitos de lesa humanidad en Argentina. Así también, en 2021 encabezó la defensa del condenado Patricio Pioli, en un mediatizado caso en el que por primera vez en la Argentina un hombre resultó preso tras difundir material intimo sin consentimiento.

## Carrera Política
Entre 1993 y 1997 fue Diputado Provincial por el Departamento Chilecito.En 2023 volvería a ocupar un puesto como Senador de la Nación por la Provincia de La Rioja en la lista de La Libertad Avanza Una de sus primeras medidas fue designar a su hijo como asesor quien sería denunciado por múltiples amenazas de muerte a varios dirigentes de la actual oposición. Las amenazas iban desfe “empalar en la Casa Rosada” y “colgar en el Obelisco” a dirigentes peronistas hasta menciones sobre los desaparecidos sobre la última dictadura militar, que según el joven libertario “no fueron inocentes ni suficientes".
El 22 de febrero de 2024 fue elegido presidente de la Comisión Bicameral de Trámite Legislativo, encargada principalmente de analizar la validez de los DNU emitidos por el poder ejecutivo. Pagotto fue propuesto por el senador Juan Carlos Romero y con los votos de los legisladores de LLA y PRO.  Organismos de derechos humanos se pronunciaron en contra de su designación, debido a los antecedentes de Pagotto como abogado de militares condenados por delitos de lesa humanidad. 

## Controversias

### Sobre la violencia de género
El 6 de mayo de 2021, en la séptima audiencia por el Caso Pioli Patricio Amalio, fueron cuestionados sus dichos en sus exposiciones finales, refiriéndose a la violencia de género como "un negocio equiparable al de los derechos humanos".

"…a quienes amamos el derecho penal nos causa indignación, estamos viendo que la violencia de genero se volvió un negocio como los derechos humanos, sin echarle la culpa a la víctima a la presunta víctima…"
Desgravación Taquigráfica, 06-05-2021

### Sobre el Holocausto y la última dictadura militar argentina
El 23 de diciembre de 2012, fue sujeto de críticas en sus alegatos finales en el causa de lesa humanidad del ex vice comodoro Luis Fernando Estrella sosteniendo la teoría de los dos demonios en contraste con el Holocausto Judío y la Gran Purga.

"Es cierto señores del Tribunal que acá hubo un golpe cívico militar salvaje, y es cierto que acá hubo un pueblo que fue victima de un lado y del otro. Eso de que la teoría de los dos demonios no existe es ser tan simplista como decir "yo era bueno porque atacaba en nombre del pueblo". Esto me hace acordar a ejemplos claros de la historia, a Hitler se lo crucificaba porque mataba en nombre de la raza y mato cinco o veinte millones, Stalin y su purga mataron 50 millones pero mataba en nombre del pueblo, resulta que la adjetivación de porque se comete un delito me parece que es lo que da una causal de justificación"
Final del Alegato en la Causa "Estrella" - Tribunal Oral De La Rioja Noviembre De 2012

### Sobre el personal de su despacho
El 20 de marzo de 2024, fue cuestionado por la designación de su hijo, Juan María Pagotto, en su personal de despacho ocupando la posición, en la escala salarial del Congreso, más alta.

### Sobre el tráfico de menores
En julio de 2024, mientras se debatía en el Senado la modificación del artículo 139 bis del Código Penal sobre sustracción y/o comercialización de menores de edad (O.D. Nº 39/24) Pagotto se vio envuelto en una polémica por su intento de modificar el dictamen en el Senado. El proyecto original, presentado por la senadora Carolina Losada, proponía penalizar la entrega de menores de edad con penas de hasta 15 años de prisión. No obstante Pagotto, en su rol como Miembro informante de la Comisión de Justicia y Asuntos Penales ante la cámara alta, introdujo en la discusión una modificación que eximiría de esta pena a aquellas familias que entregasen a sus hijos en situaciones de vulnerabilidad:

"Se impondrá prisión de 4 a 10 años a quien reciba o entregue un menor de edad mediando precio, promesa de retribución o cualquier tipo de contraprestación, si no resultare un delito más severamente penado (...) Queda exento de esta pena el progenitor que entregare a su hijo cuando mediare estado de necesidad"

La intervención del senador, que justificó su propuesta argumentando que "hay familias enteras, que tienen ocho, nueve hijos, que alguna vez han dado algún chico y si nosotros lo sancionamos dejamos todo el resto de la familia sin protección", fue recibida con rechazo por otros legisladores. Juliana Di Tullio, senadora opositora, interrumpió a Pagotto durante su discurso, señalando que estaba leyendo una propuesta que no correspondía al dictamen aprobado por la comisión.

"No está leyendo el dictamen, ¿no, senador Pagotto? (...) Usted no está leyendo el dictamen, está leyendo una propuesta que trajo y está en nuestras bancas pero no es el dictamen"
Juliana Di Tullio, 05 de Julio de 2024

Organizaciones como Militamos Adopción también criticaron el intento de modificación de Pagotto, argumentando en un comunicado en la red social X que "la obligación del presidente de una Comisión es informar y argumentar el proyecto de ley que se presenta, en ningún caso modificarlo a su gusto y mucho menos habilitando, como en este caso, la venta de niños".
El proyecto original de Losada fue aprobado por unanimidad sin incluir la propuesta de Pagotto. Debido a la polémica generada, el Senado decidió devolver el expediente a la Comisión de Justicia y Asuntos Penales para una revisión más detallada del articulado, junto a especialistas en la materia.
El 10 de julio de 2024, al finalizar la revisión de la Comisión, Pagotto se pronunció sobre sus dichos en el Senado, manifestando que su propuesta habría sido malinterpretada y que el objetivo era tipificar la venta de niños como delito en el Código Penal, no despenalizarla. Añadió que la controversia mediática fue una exageración.

“Los ataques que he recibido se han ser servido para que esto (el dictamen) salga adelante en buena hora, y son los costos de la gestión, pero este proyecto va a salir. Vamos a sancionar la venta de niños porque es una deuda que tenemos con la sociedad"

El 11 de julio del mismo año, los representantes de la Legislatura de la Provincia de Jujuy se pronunciaron en repudio de los dichos expresados por Pagotto.

“Los que integramos la mesa de legisladores -Mesa Coordinadora de red de Legisladores Provinciales y Nacionales por los derechos de niños, niñas y adolescentes- sostenemos y nos pronunciamos en contra de este tipo de manifestaciones entendiendo que los niños y niñas no son objeto de transacción alguna, ni cosas para intercambiar, hacemos un llamamiento a seguir trabajando por los derechos infanto-adolescentes, honrando la letra constitucional y los tratados internacionales a los que suscribe nuestro país”
Dip. Prov. Daniela del Carmen Vélez, 11 de julio 2024

### Comentarios en el contexto de protestas de jubilados
El 15 de marzo de 2025, durante una conferencia en la Provincia de La Rioja, Pagotto realizó declaraciones sobre las manifestaciones de jubilados que tienen lugar semanalmente frente al Congreso de la Nación en reclamo de mejora en sus pensiones. En su intervención, afirmó que los jubilados manifestantes eran "actores contratados" y que algunos "se tiran solos al piso", en el contexto de represión policial.

## Historial Electoral
|  | 32.52 % |

|  | 37.80 % |